# Trypanites
Ne doit pas être confondu avec Trypanites (genre).
Trypanites est une trace fossile en forme de cylindre étroit formée par une inclusion dans un substrat solide comme une coquille, une roche ou des sédiments solidifiés. 

## Présentation

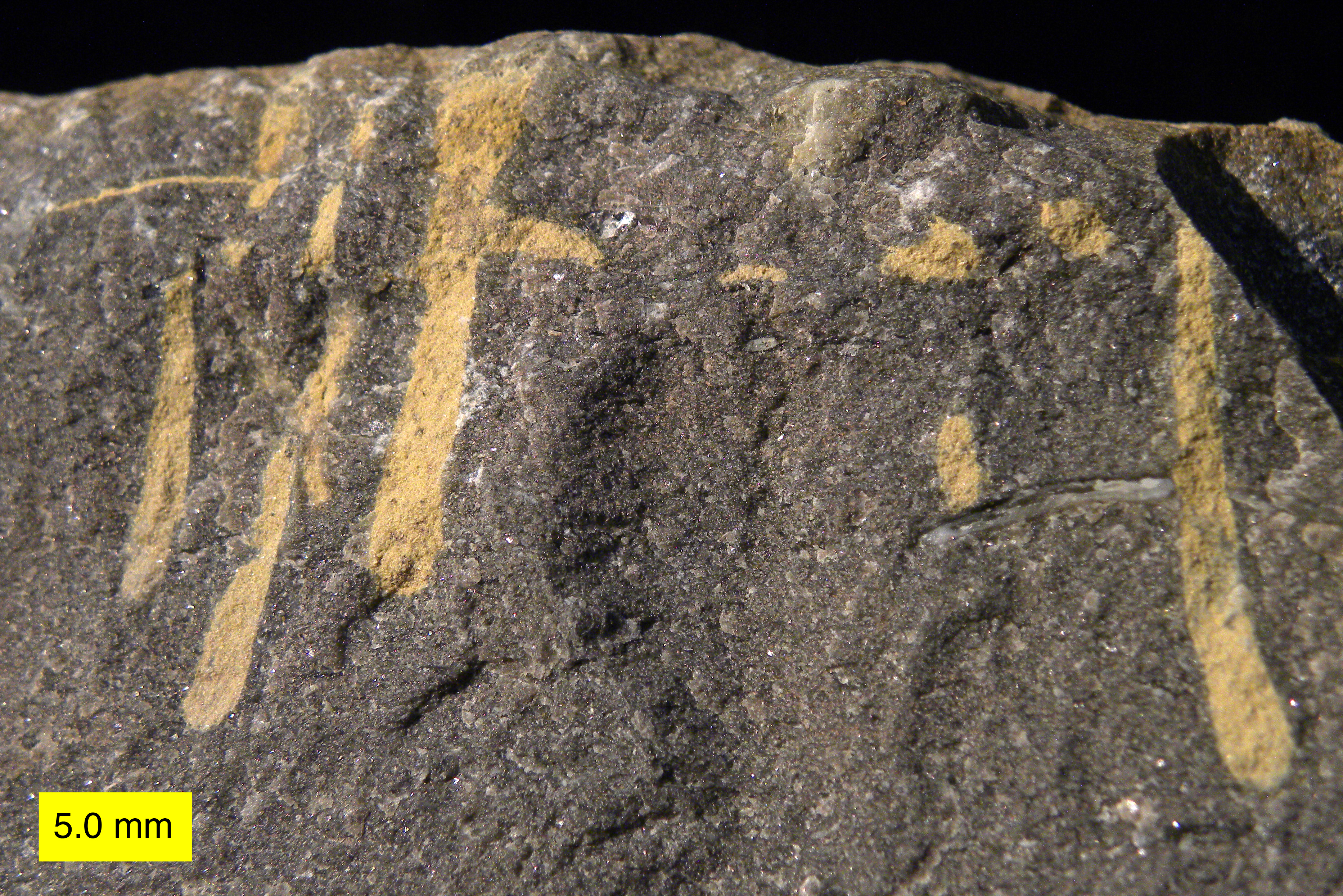
Trypanites borings in an Upper Ordovician hardground from northern Kentucky. The borings are filled with diagenetic dolomite (yellowish). Note that the boring on the far right cuts through a shell in the matrix.

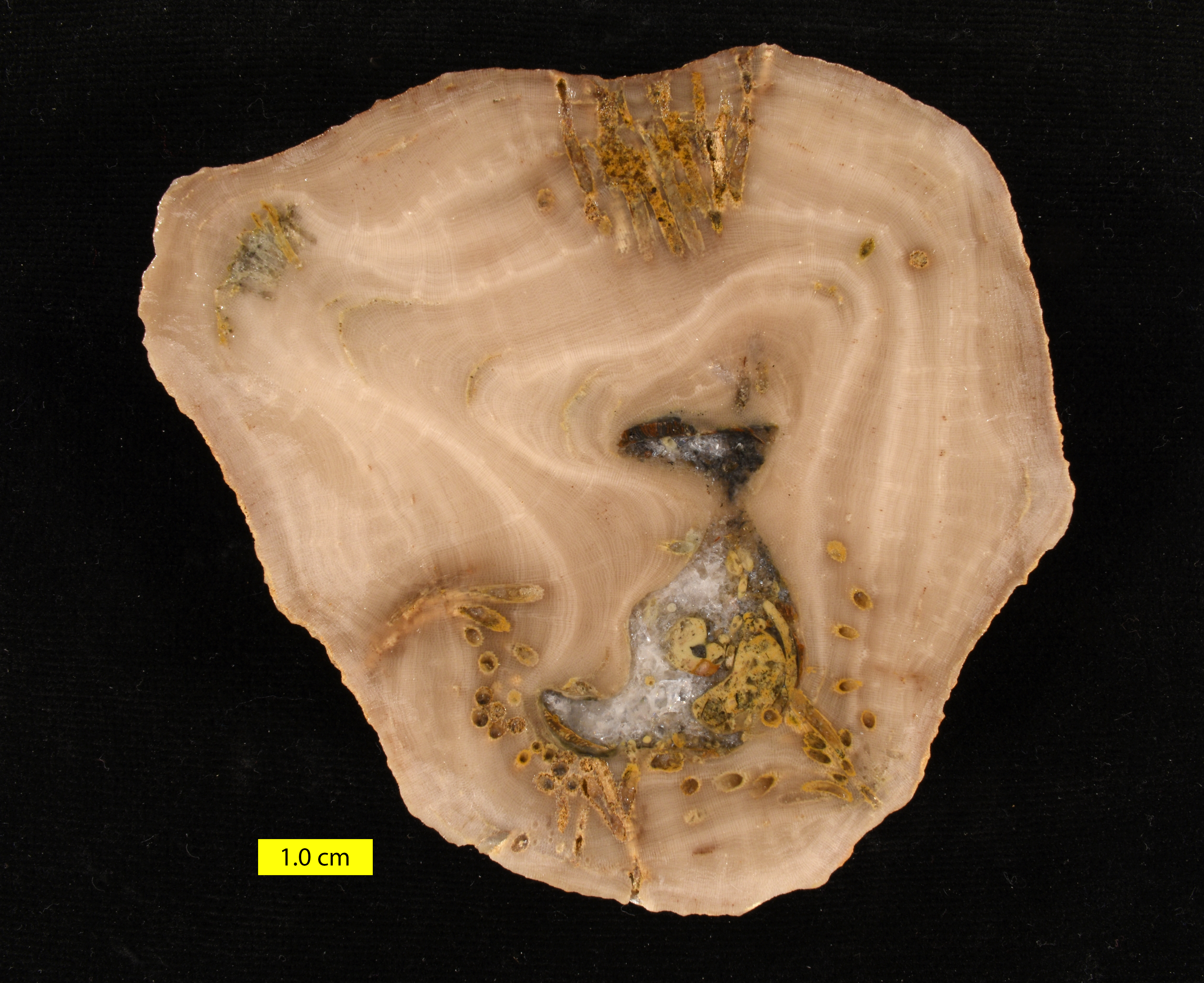
Polished section of the Upper Ordovician bryozoan Amplexopora with clusters of Trypanites borings; northern Kentucky.

Les plus anciennes sont datées du Cambrien mais les plus fréquentes remontent à l'Ordovicien, et il s'en forme encore de nos jours. Elles se rencontrent fréquemment dans le calcaire, probablement en raison de l'acide produit par les organismes qui en sont responsables et qui dissout le carbonate de calcium.

## Homonymie
†Trypanites Mägdefrau, 1932 est aussi un genre fossile représenté par l'espèce †Trypanites vadazi Vitális (d), 1961 aujourd'hui synonyme de †Teredolites clavatus Leymerie (d), 1842.